# Zmije
Zmije (grč. Ophidia, lat. Serpens) su podred unutar razreda gmazova čije je hladno i suho tijelo prekriveno ljuskama. Vode porijeklo od predaka koji su ličili na guštere, no jako im se izdužilo tijelo, a noge su im reducirane pa se kreću vijugajući. Velike vrste (anakonde, šarene boe i pitoni) narastu do 8 m, u iznimnim slučajevima i do 10 m. Povremeno se javljaju izvještaji i o rekordnim dužinama većim od 10m. 

## Osobine
"Broj kralježaka im je povećan na dvjesto (kod nekih vrsta maksimalno 435). Kosti čeljusti i nepca su povezane tetivama velikog indeksa elastičnosti, tako da i veći plijen mogu progutati u jednom komadu. U velikom želucu relativno visoko koncentrirana solna kiselina zatim razgrađuje plijen. Kržljonoške mogu gladovati i duže od godine dana."

## Zmijski otrov
Neke su zmije svoje žlijezde slinovnice preoblikovale u žlijezde koje umjesto sline luče otrov. Samo oko 400 vrsta zmija su otrovnice, a od toga je njih 50 potencijalno smrtonosna za čovjeka. Najotrovnija kopnena zmija na svijetu je australski kopneni tajpan, koji živi u pustinjskim krajevima u unutrašnjosti Australije u jugoistočnom Sjevernom teritoriju. No, on je miran i nije agresivan. Suprotno tome, smeđa zmija (isto jedna od najotrovnijih zmija) je vrlo agresivna i razdražljiva.  Mjesto s najgušćom populacijom otrovnica je otok Queimada Grande pred istočnom obalom Brazila.
Zmijski otrovi su tekućine guste konzistencije sastavljene od različitih proteina, mliječno bijele do žućkaste boje. Ovisno o vrsti, otrov djeluje na živčani sustav (oduzetost, poremećaji osjetila, gušenje) ili na krvne stanice i tkivo (razaranje tkiva, zatajenje bubrega, slom krvotoka). No postoje i vrste otrovnica čiji je otrov mješavina ove dvije osnovne vrste.
Vrste zmija koje se smatraju naročito otrovnim nisu uzrok većine smrtnih slučajeva ljudi jer uglavnom žive u nepristupačnim područjima, a uz to su i plahe i po mogućnosti izbjegavaju susrete s ljudima. 
Zmije ugrizu godišnje oko 5 milijuna ljudi, od čega umre oko 125.000 ljudi. 70% zmijskih ugriza događa se u visini gležnja ili niže.
Mlade zmije se izlegu s dostatnom količinom otrova. One ne rasipaju uzalud ovu vrijednu tekućinu. Posjeduju sposobnost da reguliraju količinu otrova. Kod nekih vrsta potrebni su i tjedni da se opet stvori otrov.

## Rasprostranjenost i životni okoliš
Zmije žive širom svijeta i u vrlo različitim okolišima, od brdskih područja do slatkih voda i mora. Daleko najveći broj vrsta živi u tropima. U Europi u rijetka mjesta gdje ne žive zmije spada Irska.

## Zmije u Hrvatskoj
U Hrvatskoj živi petnaest vrsta zmija, od kojih samo tri pripadaju porodici ljutica (Viperidae):
- Crna poljarica (Hierophis viridiflavus)
- Šara poljarica (Hierophis gemonensis)
- Žuta poljarica (Dolichophis caspius)
- Šilac (Platyceps najadum)
- Crnokrpica (Telescopus fallax)
- Crvenkrpica (Zamenis situla)
- Bjelica (Zamenis longissimus)
- Kravosas (Elaphe quatuorlineata) - najduža zmija u Hrvatskoj
- Ribarica (Natrix tessellata)
- Bjelouška (Natrix natrix)
- Smukulja (Coronella austriaca)
- Zmajur (Malpolon insignitus)
- Planinski žutokrug (Vipera ursinii) - otrovna ljutica
- Riđovka (Vipera berus) - otrovna ljutica
- Poskok (Vipera ammodytes) - otrovna ljutica i najotrovnija zmija u Hrvatskoj

## Presvlačenje
Nekoliko puta godišnje zmije skidaju kožu zato što se istrošila od puzanja tlom, ili zato što im je postala premala. Prije "presvlačenja" prestanu jesti, oči im postanu mutne, a koža promijeni boju. Stare se kože riješi trljajući tijelo o granje ili kamen. Prema odbačenoj koži često se može odrediti vrsta zmije.

## Opasne zmije
Većina zmija nije opasna za čovjeka, no neke od njih imaju poseban zub povezan s otrovnom žlijezdom. Zmije otrovnice opasne su čim se izlegu iz jajeta.

## Lov plijena
Ne ubijaju sve zmije otrovom. Neke se omotaju oko žrtve, stisnu je i uguše, pa je potom cijelu progutaju. Da bi im to uspjelo, moraju širom razjapiti usta. Mišići u tijelu guraju životinju do zmijina želuca. Zmije se hrane manjim plijenom, ali često u samoobrani ugrizu i čovjeka. Mnoge će vrste u slučaju opasnosti radije prvo pokušati pobjeći nego ugristi.

## Infraredovi
- Alethinophidia Nopcsa, 1923
- Scolecophidia Cope, 1864

## Vanjske poveznice
|  | Wikivrste imaju podatke o taksonu Hierophis viridiflavus |